# Haploprimitia
Haploprimitia is een geslacht van uitgestorven kreeftachtigen uit de klasse van de Ostracoda (mosselkreeftjes).

## Soorten
- Haploprimitia curtisulcata Jiang (Z. H.), 1983 †
- Haploprimitia delormensis McGill, 1963 †
- Haploprimitia holladayi Wilson, 1935 †
- Haploprimitia inconstans Oepik, 1937 †
- Haploprimitia khitiensis Ivanova (V. A.), 1973 †
- Haploprimitia kogermani Oepik, 1937 †
- Haploprimitia lenticuloidea Hessland, 1949 †
- Haploprimitia mediana Melnikova, 1986 †
- Haploprimitia minutissima (Ulrich, 1894) Ulrich & Bassler, 1923 †
- Haploprimitia obscura McGill, 1963 †
- Haploprimitia praecursor Boucek, 1936 †
- Haploprimitia subquadrata Hou, 1956 †